# برنامه فضایی چین

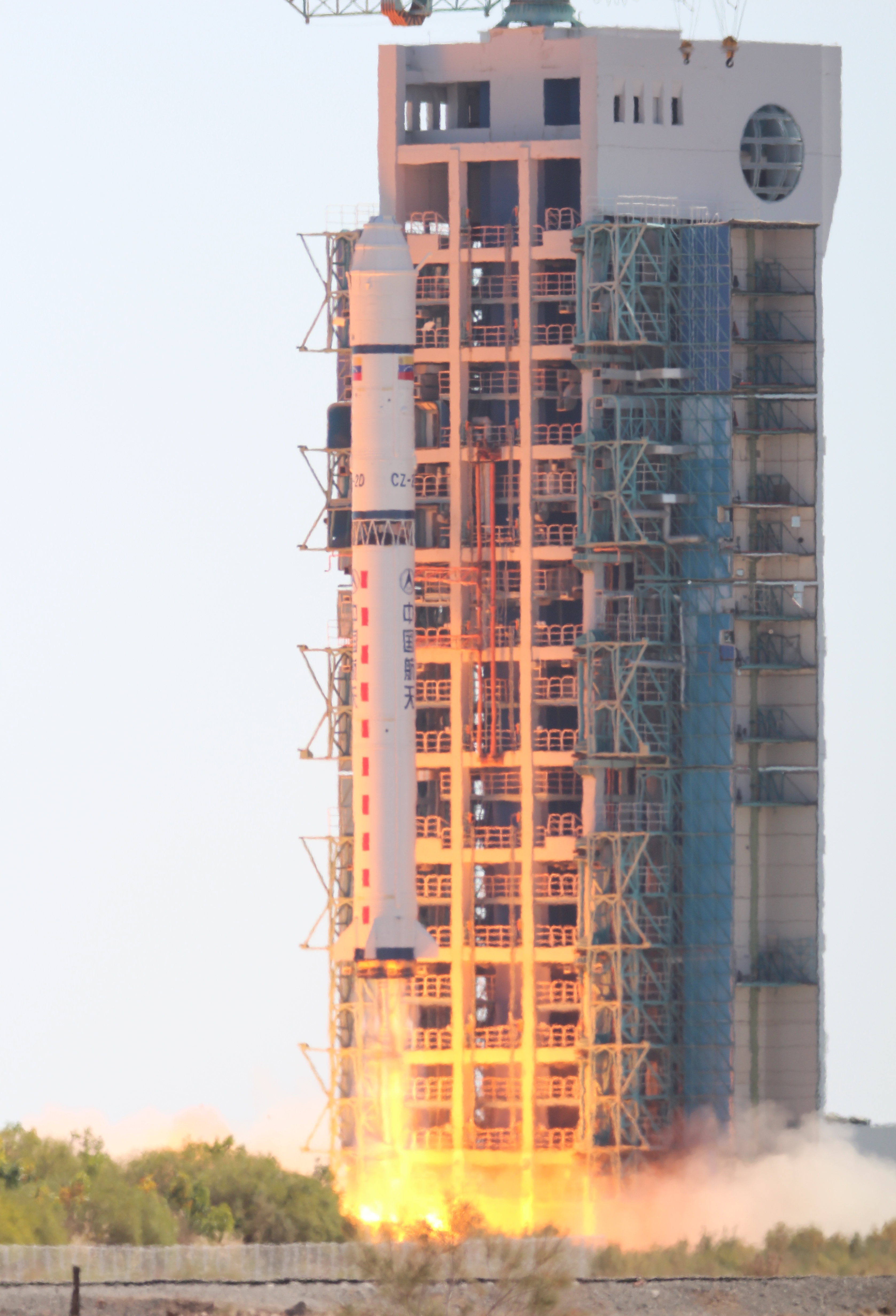
سکوی پرتاب - گوانگژو

برنامه‌های فضایی چین (به انگلیسی: space program of the People's Republic of China) برنامه‌هایی است سازمان ملی فضایی چین (CNSA) آنها را اداره می‌کند. ریشه‌های فناوری این برنامه می‌تواند از اواخر دههٔ ۱۹۵۰ مشاهده شود؛ زمانی که چین در پاسخ به تهدیدهای آمریکایی (و بعداً شوروی) یک برنامهٔ موشکی بالستیک را آغاز کرد. با این حال، نخستین برنامهٔ فضایی با سرنشین چینی چند دهه بعد آغاز شد؛ زمانی که یک برنامهٔ شتابان توسعهٔ فناوری با پرواز موفقیت‌آمیز یانگ لیویی در سال ۲۰۰۳ با فضاپیمای شنژو ۵ به اوج خود رسید. این موفقیت چین را به سومین کشوری که توانست به‌طور مستقل انسان را به فضا بفرستد، تبدیل کرد. طرح‌های این برنامه در حال حاضر شامل تکمیل ایستگاه فضایی دائمی چین در سال ۲۰۲۲ و انجام مأموریت سرنشین‌دار به ماه است.
مقام‌های مربوط از بلندپروازی‌های گام به گام در درازمدت برای بهره‌برداری از فضای بین کره زمین و ماه برای توسعهٔ صنعتی یاد کرده‌اند.
در ۶ سپتامبر ۲۰۲۰ مقام‌های رسمی نخستین فرود یک وسیلهٔ نقلیهٔ فضایی قابل استفاده مجدد چین را در لوپ نور اعلام کردند.